# Statencollege (Leiden)

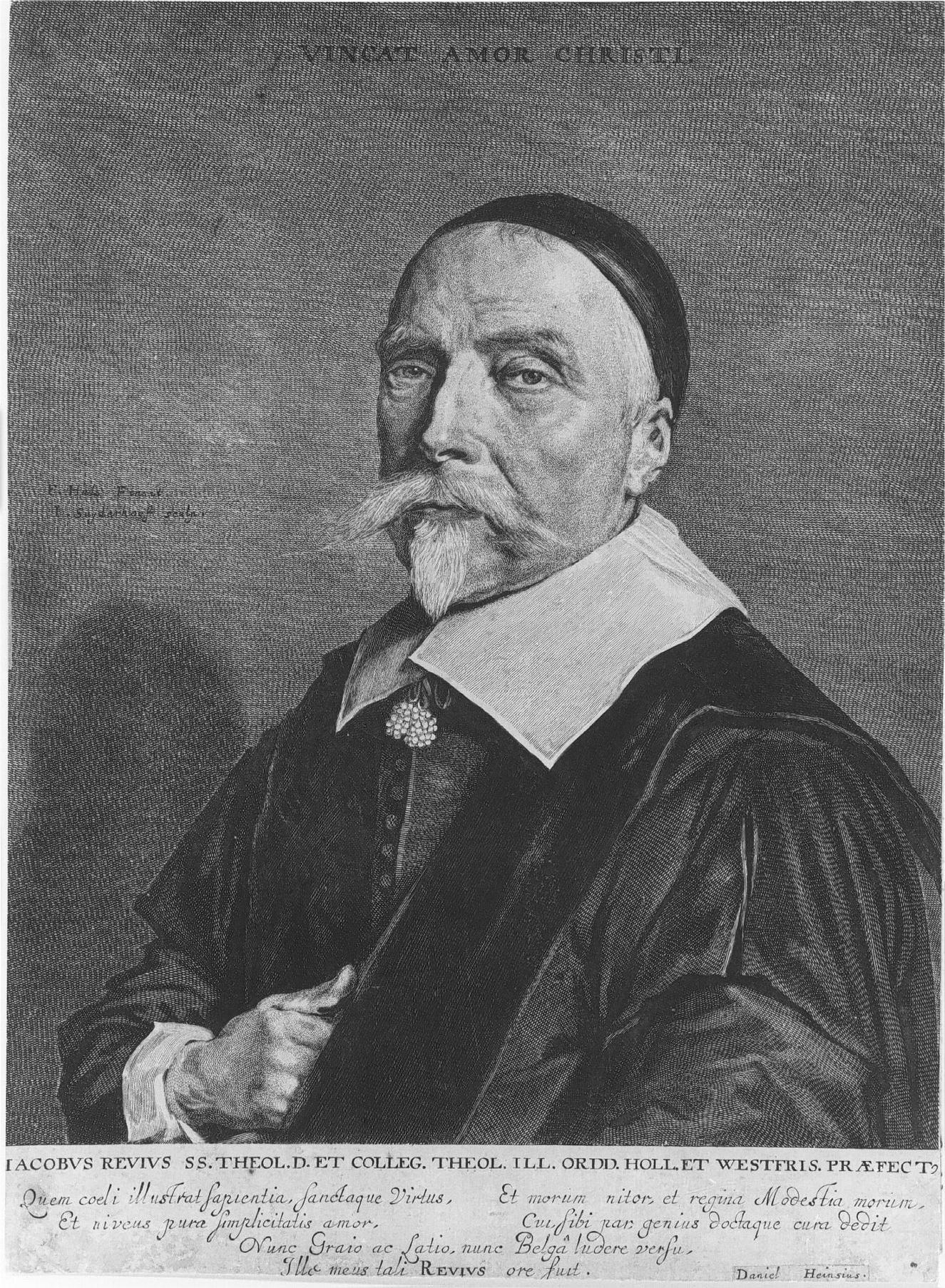
Gravure van Revius door Jonas Suyderhoef, naar een verloren gegaan schilderij door Frans Hals

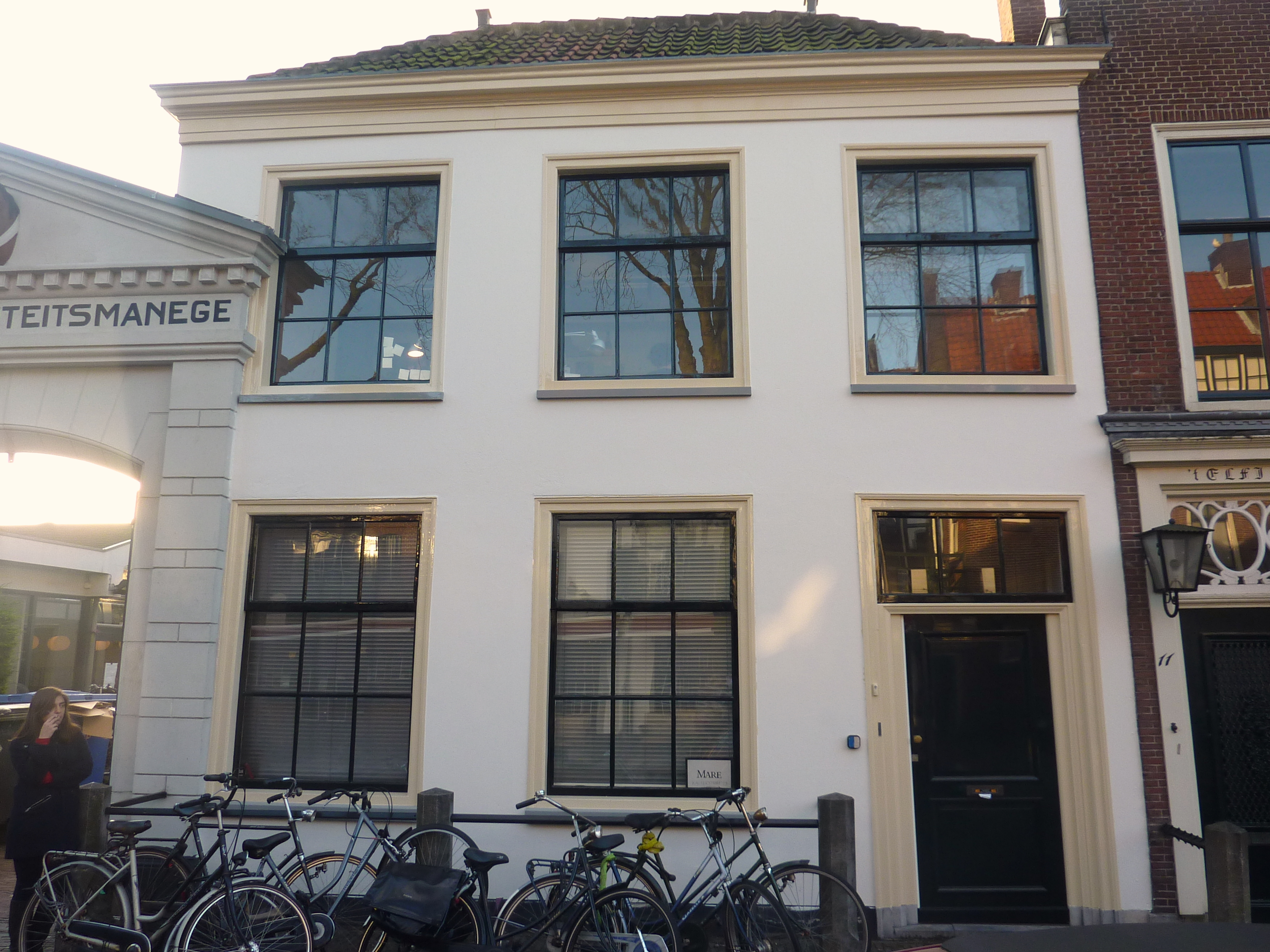
Op deze plek in de Kaiserstraat was het college in de 17e en 18e eeuw gevestigd

Het Statencollege (in toenmalige Nederlandse schrijfwijze: Staten Collegie, in Latijn: Collegium Theologicum) was een in 1592 opgericht internaat in Leiden, verbonden aan de universiteit, voor studenten theologie die met een beurs studeerden.
Het college was op initiatief van de Staten van Holland en West-Friesland opgezet met het oog op het nijpende tekort aan predikanten in de jonge, groeiende Nederduits Gereformeerde Kerk (later de Nederlandse Hervormde Kerk). De Staten hoopten meer studenten in Leiden te krijgen door hen van kost, inwoning en onderwijs te voorzien, op kosten van de staat, of van een van de steden. Ook ouders wie het aan financiële middelen ontbrak, kregen zo de mogelijkheid hun getalenteerde zonen in Leiden te laten studeren.
Het college was gevestigd in het voormalige Cellebroederklooster aan de Cellebroedersgracht (thans Kaiserstraat 13), dat de broeders in 1576 hadden moeten verlaten. Jan van Hout (1542 – 1609), stadssecretaris van Leiden, secretaris van de universiteit en van het dagelijks bestuur (college van curatoren) tot 1594, verrichtte in 1592 de opening. Als renaissancist benadrukte hij daarbij dat de aankomende theologen - die zich moesten bekwamen in de talen Hebreeuws, Grieks en Latijn - zich ook zouden toeleggen op het Nederlands, wat voor hun latere ambtsvervulling noodzakelijk was.
Door de Bataafse Republiek (gedurende de Franse tijd) werd het college in 1801 opgeheven. Het complex werd in 1807 omgevormd tot manege voor de universiteit.

## Regent
De leiding berustte bij een regent, wiens taak het was, naast het verzorgen van colleges, het houden van toezicht op de studenten, zowel wat betreft hun studievorderingen als wat betreft hun persoonlijk leven.
- Johannes Cuchlinus werd in maart 1592 tot eerste regent van het Statencollege benoemd. Zijn eerste regentschap was echter maar van korte duur omdat de kerkgemeente waar hij predikant was hem niet wilde laten gaan.
- Op 10 maart 1593 werd daarom Jeremias Bastingius tot regent benoemd. Nadat deze op 1 januari 1595 aftrad, werd Cuchlinus opnieuw tot regent benoemd en bleef dat tot zijn dood in 1606.
- Cuchlinus werd in 1606 opgevolgd door Petrus Bertius, die sinds 1593 als subregent bij het college werkzaam was. Wegens zijn te uitgesproken remonstrantse ideeën werd de positie van Bertius onhoudbaar en moest hij in 1615 zijn functie opgeven.
- Gerardus Vossius (1577 - 1649), protestants theoloog, taalkundige, geschiedkundige en humanist, die zelf als bursaal van de stad Dordrecht aan het Leidse Statencollege had verbleven, werd in 1615 benoemd tot regent van het Leidse Statencollege. Hij werd in de nasleep van de bestandstwisten in 1619 weer ontslagen, samen met de subregent Caspar Barlaeus, filoloog en wijsgeer.[2]
- Als regent van het Statencollege werd Vossius van 1619 tot 1640 opgevolgd door Festus Hommius (1576 - 1642), gereformeerd theoloog, predikant en bijbelvertaler. Hij was scriba van de Synode van Dordrecht (1618-1619) en intensief betrokken bij het conflict tussen Jacobus Arminius en Franciscus Gomarus. Om regent te kunnen worden werd Hommius in 1619 door Johannes Polyander aan de Leidse universiteit tot doctor in de theologie gepromoveerd.
- De calvinistische predikant, dichter, vertaler en (kerk)historicus Jacobus Revius (1586-1658) volgde Hommius in 1641 op als regent van het Statencollege.